# 제임스 A. 노에
제임스 앨버트 노 시니어(James Albert Noe Sr., 1890년 12월 21일 ~ 1976년 10월 18일)은 미국의 정치인으로 제43대 루이지애나주 주지사이다.

## 학력
- 국공립학교

## 경력
- 1932.05 ~ 1934 제50대 루이지애나 상원의원
- 1935.02 ~ 1936.01 제54대 루이지애나 상원의장
- 1935.02 ~ 1936.01 제37대 루이지애나 부지사
- 1936.01 ~ 1936.05 제41대 루이지애나 주지사